# فینال جام برندگان جام آسیا ۱۹۹۸
فینال جام برندگان جام آسیا ۹۸-۱۹۹۷ مسابقه فینال هشتمین دوره جام برندگان جام آسیا بود که در سال ۱۹۹۸ برگزار شد و تیم النصر به مقام قهرمانی دست یافت.

## مسابقه
| النصر               | ۱–۰ | سوون سامسونگ |
| ------------------- | --- | ------------ |
| هریستو استویچکوف ۹' |     |              |